# David Zindell
David Zindell (* 29. listopadu 1952) je americký autor science fiction a fantasy s titulem z matematiky. Jeho prvním publikovaným příběhem bylo „The Dreamer's Sleep“ ve Fantasy Book v roce 1984, následující rok vyhrál soutěž Writers of the Future. Byl nominován na cenu John W. Campbell Award for Best New Writer v roce 1986.
David Zindell se narodil 28. listopadu 1952 v Toledu v Ohiu. Navštěvoval University of Colorado v Boulderu, kde získal titul B.A. v matematice v roce 1984. Stále žije v Boulderu v Coloradu.
Zindellovy romány science fiction, počínaje Neverness (1988), pracují na překonání dichotomie mezi materialismem a spiritualitou, jako součásti matematického hledání Zdroje. Jeho série fantasy, the EA Cycle je jakýmsi hledáním Grálu evolučního pokroku vědomí.